# Hans Kalt
Hans Kalt   (valor desconegut, 26 de març de 1924 - Zug, 2 de gener de 2011) fou un remer suís que va competir durant les dècades de 1940 i 1950.
El 1948 va prendre part en els Jocs Olímpics de Londres on, fent parella amb el seu germà Josef Kalt, guanyà la medalla de plata en la prova de dos sense timoner del programa de rem. Quatre anys més tard, als Jocs de Hèlsinki, guanyà la medalla de bronze en la mateixa prova, aquesta vegada fent equip amb Kurt Schmid. En el seu palmarès també destaquen una medalla d'or i una de bronze al Campionat d'Europa de rem de 1950 i 1951. A nivell nacional guanyà set campionats suïssos del dos sense timoner.